# Јефто Перић
Јефто Перић (Гацко, 26. децембар 1895 – Београд, 31. март 1967) био је српски сликар и универзитетски професор. Перић је предавао на Академији уметности, касније Универзитет уметности у Београду. Значајан је представник обојеног реализма у српској уметности. Такође, имао је значајну улогу у избору уметничких дела Спомен-збирке Павла Бељанског.

## Биографија
Као млад матурант, Јефто Перић је радио као асистент фотографа у атељеу Михаила Мерћепа у Загребу. Ту се Перић определио да буде сликар. Прво је похађао Вишу школу за умјетност и обрт у Загребу, а потом и разне приватне умјетничке академије у Загребу гдје је учио сликарске вјештине. У Минхену су му ликовни наставници били Карл Јохан Бекер-Гундал (1856-1925) и Ханс Хофман, а у Паризу на École nationale supérieure des beaux-arts, му је ментор био Пол Сињак. Копирао је дела великих мајстора у Лувру, чиме је учио занат.
У Паризу је упознао Павла Бељанског и бројне друге угледне српске интелектуалце из свих сфера живота. Перић се спријатељио са Бељанским и били су пријатељи до смрти колекционара. Између два светска рата Бељански је вредно радио на проширењу своје колекције, а 1935. године, када се Јефто Перић вратио у Београд, Бељански га је овластио да бира и купује дела за колекцију. Писао је рецензије за уметничке часописе.
Перић је био члан УЛУС-а и Ладе и редовни учесник изложби ових удружења. Самостално је излагао у Загребу 1927. и у Београду 1936, 1939. и 1951. године.
Од студентских дана па до краја живота, сликао је брзим испрекиданим потезима.

## Одабрани радови
- Мртва природа (1939)[5][6]
- Цвеће (1930)[7]
- Портрет деде Павла Бељанског[8]
- Мотив града са звоником; Мотив са Сутјеске; Паисаге де Белграде; Градски мотив; Студентски трг (Београд, око 1936); Пари; Из парка; и многе друге.[9]